# Komárom (plaats)

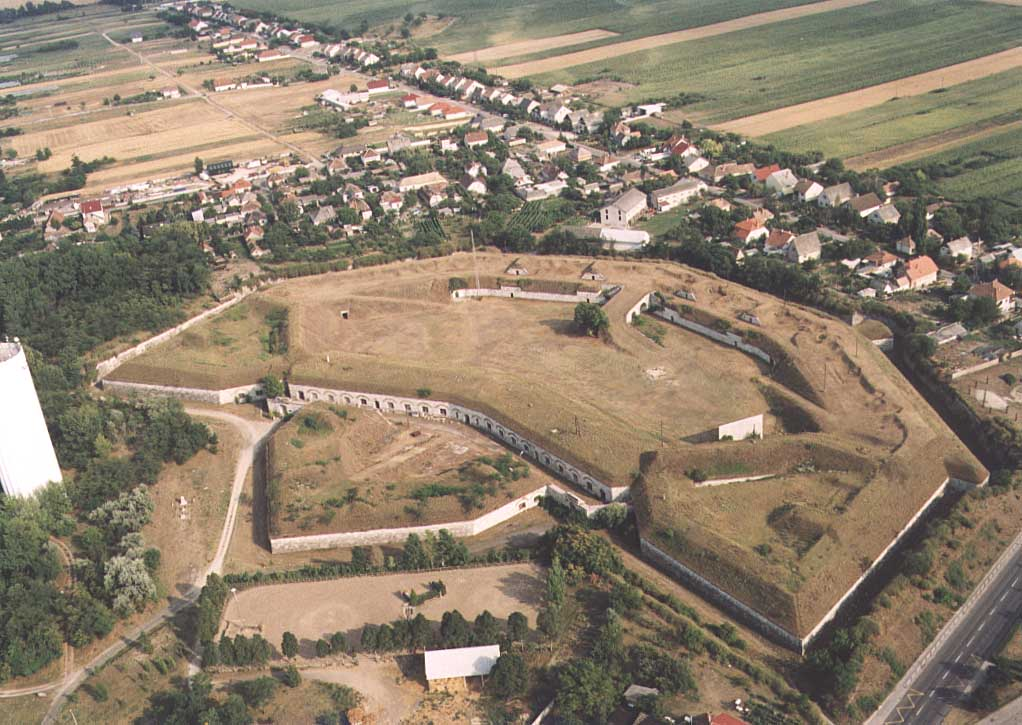
Fort van Komárom

Komárom (Slowaaks: Komárno) is een grensstad aan de Donau en ligt deels in Hongarije, deels in Slowakije. Het Hongaarse deel ligt ten zuiden van de Donau. Op 1 januari 2012 had de stad 19 729 inwoners, het is de hoofdplaats van het district Komárom (Komáromi járás).

## Geschiedenis
Oorspronkelijk was dit een dorp dat Új-Szőny heette. In 1896 werd het samengevoegd met Komárom om na het verdrag van Trianon in 1920 weer onafhankelijk te worden als Komárom-Zuid. Vanaf 1920 werd het voormalige stadsdeel ontwikkeld tot een zelfstandige stad. Er werden diverse publieke gebouwen opgericht zoals een stadhuis en een politiekantoor. Ook verrezen er nieuwe kerken. Tijdens de periode 1938-1944 werd de stad weer verenigd met Noord-Komárom. Vanaf 1945 werd Komárom weer een zelfstandige stad in de republiek Hongarije. In de jaren 60 verrezen er veel nieuwe woningen. In 1977 werd de gemeente uitgebreid met het dorp Szőny.

## Heden
Komárom/Komárno is ook een belangrijke Donauhaven aan beide zijden van de grens. Hier komen binnenschepen laden en lossen die vanuit Duitsland, Oostenrijk, Hongarije, Slowakije en de oostelijke Europese gebieden komen. Ook West-Europese binnenschepen komen hier vooral lossen, dat zijn dan vooral goederen en stukgoederen vanuit West-Europese havens, waaronder Antwerpen. Of ze varen langs, om verder te varen tot in Servië, namelijk tot Novi Sad. Veel grindschepen die geladen werden door baggerkranen op de Donau komen hier lossen. Nabij Esztergom en Visegrád wordt er veel grind en grond uit de Donau gehaald. De grillige Donau zet hier veel steenpuin af en er moet geregeld gebaggerd worden om de vaardieptes te behouden.
De Komárombrug over de Donau is de grensbrug. Midden op de brug is de grens. Op de Slowaakse zijde bevond zich tot december 2007 de grenspost. Daar werd iedereen gecontroleerd die de grens over wilde steken.
Komárom/Komárno ligt op de verbindingsroute tussen de hoofdsteden Praag, Bratislava en Boedapest. In 1989 kon je zonder visum voor Tsjechoslowakije niet de grens over. De paspoorten en reisvisa waren alleen geldig voor Hongarije. Dat gold ook voor de andere Oost-Europese landen. Men mocht toen bijvoorbeeld met een Hongaarse reispas en visum niet naar Tsjechoslowakije of Roemenië reizen. In 1991 kwam daar verandering in en mocht men bijvoorbeeld met een geldig paspoort toch naar Slowakije en Tsjechië, die op 1 januari 1993 vreedzaam zijn opgesplitst. Het visum werd in 1991 afgeschaft, maar de reispassen bleven. De bedoeling was om het de West-Europese toeristen niet te lastig te maken aan de grens.

## Geboren
Franz Lehár (1870-1948), componist van diverse beroemde operettes, werd hier geboren. 